# Atrubak (obwód witebski)
Atrubak (biał. Атрубак; ros. Отрубок, Otrubok) – wieś na Białorusi, w obwodzie witebskim, w rejonie dokszyckim, w sielsowiecie Berezyna. W 2009 roku liczyła 32 mieszkańców.